# Kardinalmärke

Kardinalmärken.

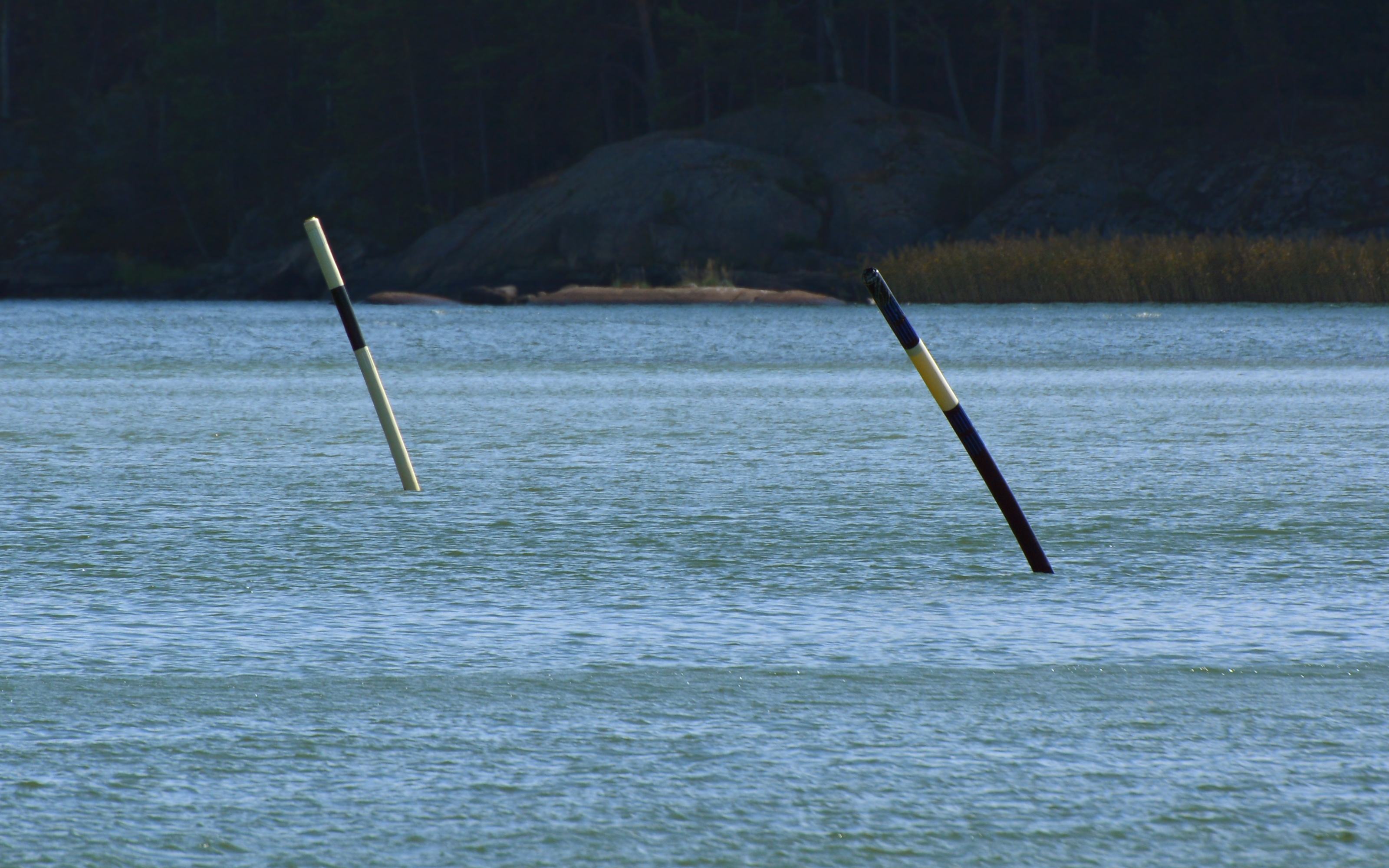
Två kardinalprickar utanför Själö i Nagu. Den vänstra är en västprick och den högra är en ostprick. Sådana par av kardinalprickar kan visa farledens utsträckning eller varna för ett grund, för att veta vilketdera måste man känna väderstrecken eller konsultera sjökortet.

Ett kardinalmärke är ett sjömärke, oftast en boj eller prick, som märker ut en farled eller ett navigeringshinder. Kardinalmärken är placerade öster, väster, norr eller söder om ett hinder eller om farledens gräns. De har olika utseende beroende på i vilket väderstreck de står. I de fall de är försedda med ljus anger även fyrkaraktären väderstrecket.
Kardinalmärken är gula och svarta och är ibland även försedda med två svarta konformade toppmärken. Kardinalmärkenas fyrkaraktärer utgörs av extrasnabb- eller snabblixtsken (1–2 blink per sekund), för sydmärken därtill en lång blink. De kan också ha reflexband i gult och blått.
- Nordmärken är placerade norr om ett hinder (varvid farleden är norr om märket). De är gula nertill och svarta upptill. Toppmärkena pekar uppåt. Fyrkaraktären är Q eller VQ (kontinuerliga snabba blink). Ett blått reflexband upptill och ett gult nertill.

- Ostmärken är placerade öster om ett hinder (varvid farleden är ost om märket). De är svarta upptill och nertill och har ett gult band i mitten. Toppmärkena pekar bort från varandra (det övre uppåt och det nedre neråt). Fyrkaraktären är Q(3) eller VQ(3) (tre snabba blinkningar i en följd). Två blå reflexband upptill.

- Sydmärken är placerade söder om ett hinder (varvid farleden är söder om märket). De är svarta nertill och gula upptill. Toppmärkena pekar nedåt. Fyrkaraktären är Q(6)+LFl eller VQ(6)+LFl (sex snabba blinkningar följt av en lång blink). Ett gult reflexband upptill och ett blått nertill.

- Västmärken är placerade väster om ett hinder (varvid farleden är väster om märket). De är gula upptill och nertill och har ett svart band i mitten. Toppmärkena pekar mot varandra (det övre neråt och det nedre uppåt). Fyrkaraktären är Q(9) eller VQ(9) (nio snabba blinkningar i en följd). Två gula reflexband upptill.

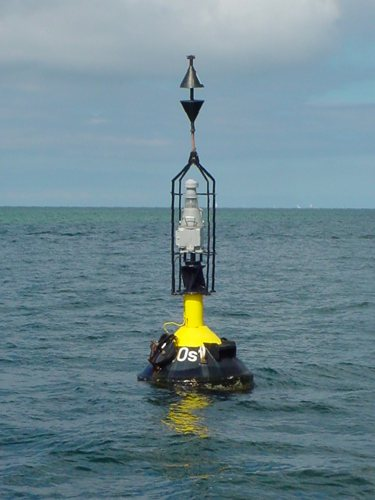
Ostboj sydväst om Fehmarn i Tyskland.
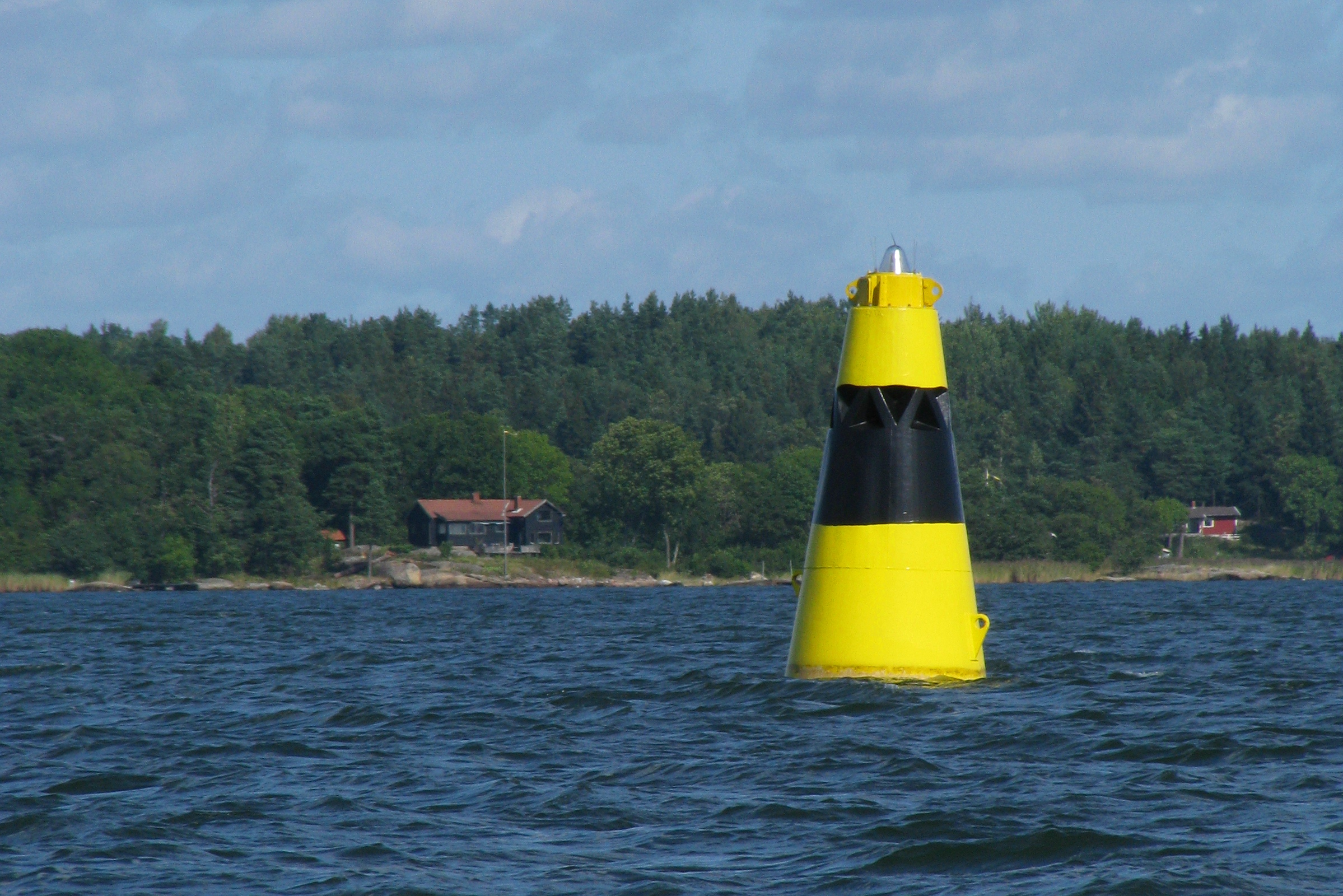
En västboj på Västra Saxarfjärden i Sverige.
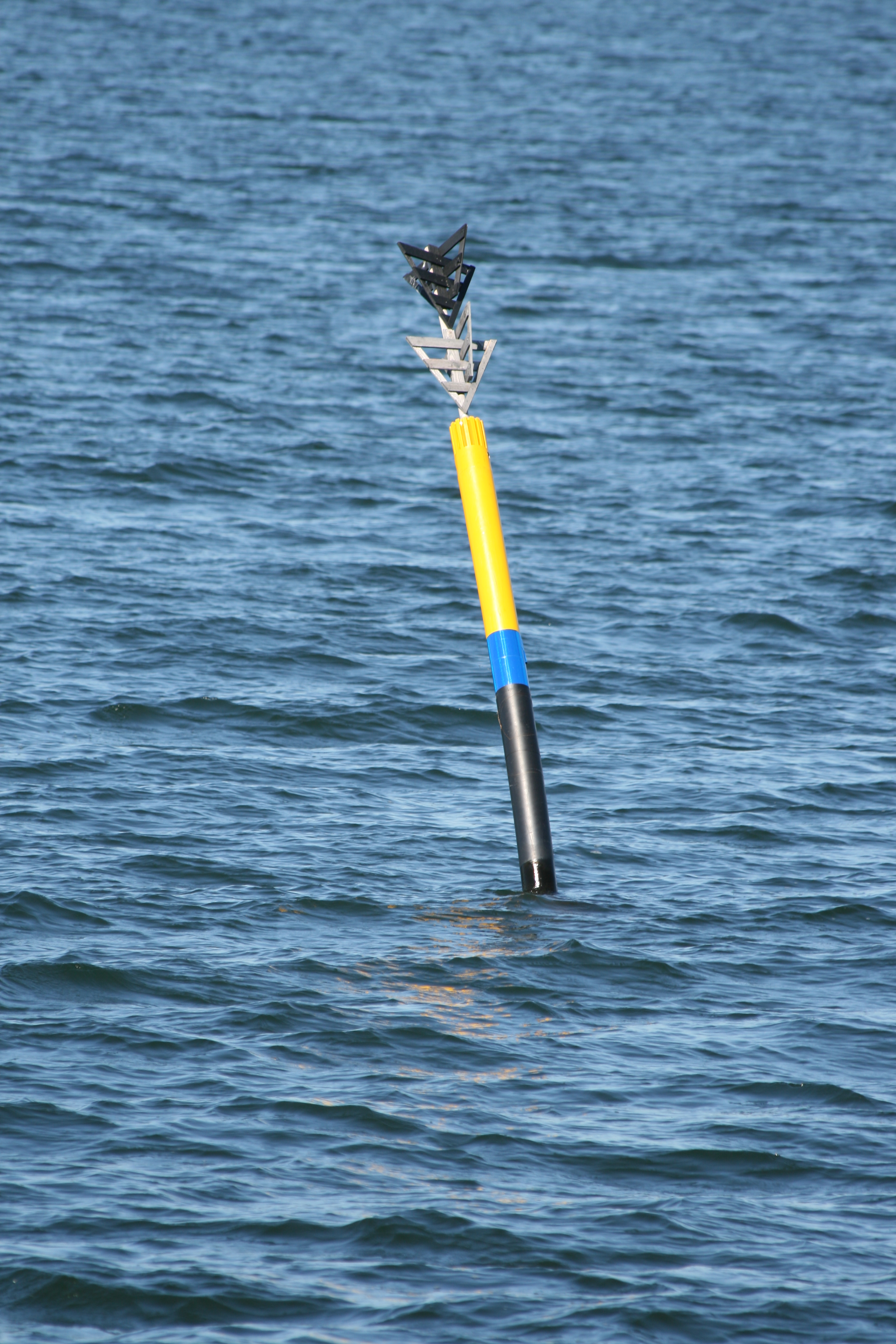
Sydprick med korgar utanför Karlskrona i Sverige.
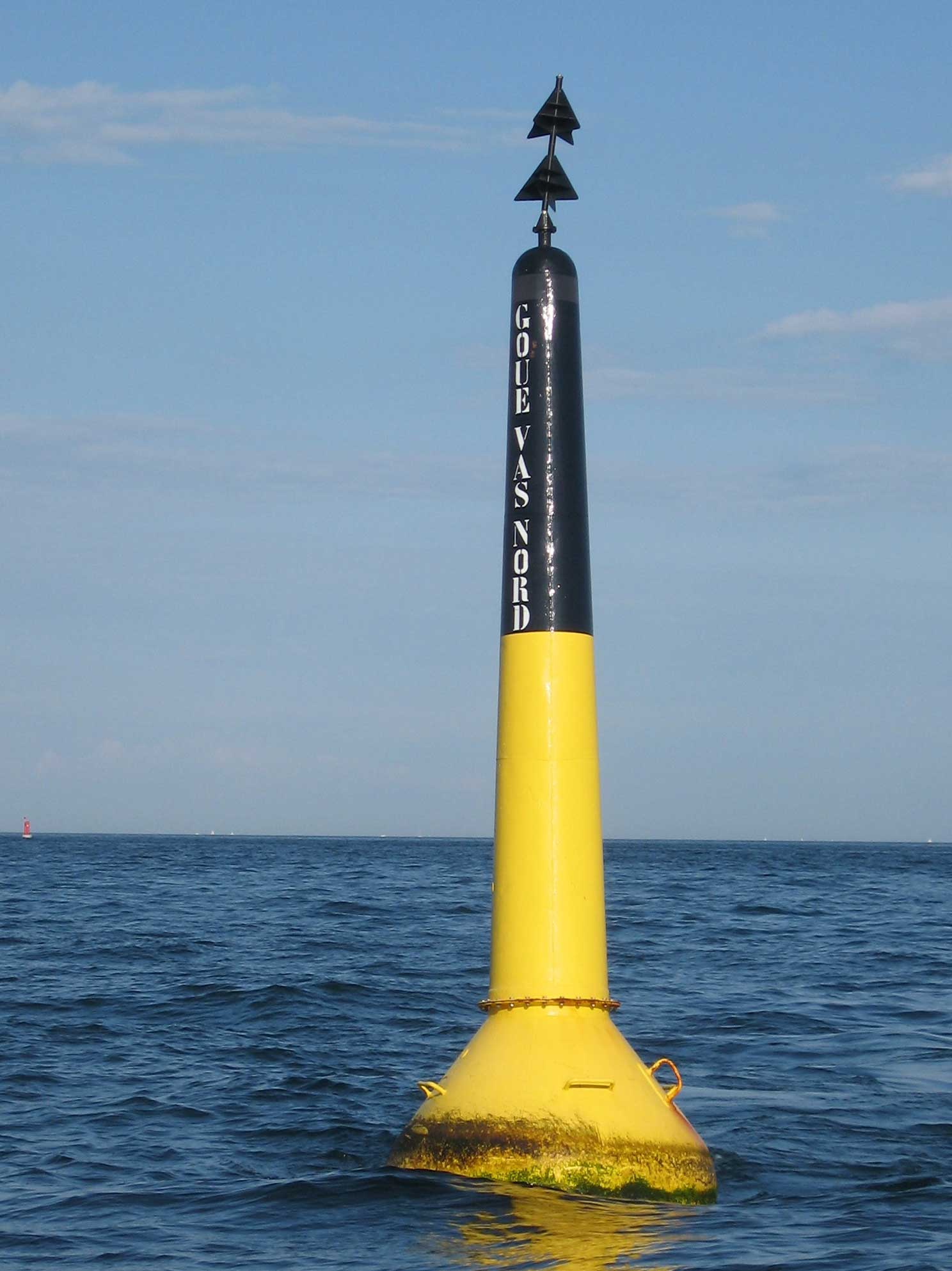
Nordmärke i Bretagne.